# Инцидент с A310 над Варадеро
Инцидент с A310 над Варадеро — авиационный инцидент, произошедший 6 марта 2005 года. Авиалайнер Airbus A310-308 авиакомпании Air Transat выполнял рейс TSC961 по маршруту Варадеро—Квебек, когда вскоре после взлёта у самолёт оторвался весь руль направления. Через 1 час 17 минут экипаж благополучно совершил аварийную посадку в аэропорту Варадеро. Никто из находившихся на борту 271 человек (262 пассажира и 9 членов экипажа) не пострадал.

## Сведения о рейсе 961

### Самолёт
Airbus A310-308 (регистрационный номер C-GPAT, серийный 597) был выпущен в 1991 году (первый полёт совершил 24 сентября под тестовым б/н F-WWCU). 7 августа 1992 года был передан авиакомпании Emirates и получил бортовой номер A6-EKJ. 16 мая 2001 года был передан авиакомпании Air Transat, где получил бортовой номер C-GPAT. Оснащён двумя турбовентиляторными двигателями General Electric CF6-80C2A8. На день аварии налетал 49 224 часа и совершил 34 384 циклов взлёт-посадка. Киль, руль направления и некоторые другие элементы планера были изготовлены полностью из композитов, разработкой занималась немецкая фирма ММВ.

### Экипаж
- Командир воздушного судна (КВС) — очень опытный пилот, в авиакомпании Air Transat проработал 9 лет. Имеет опыт налёта на Airbus A310, Boeing 727, Boeing 737-400, Boeing 757, Convair 580, Fokker 100 и Lockheed L-1011 TriStar. В качестве пилота Airbus A310 с августа 2003 года. Налетал 10 795 часов, из них 450 на Airbus A310.
- Второй пилот — очень опытный пилот. Начал работать в Air Transat с февраля 1988 года, в качестве бортинженера на Lockheed L-1011. В 2002 году переквалифицировался в второго пилота на L-1011. В 2004 стал вторым пилотом на Airbus A310. Летал на Airbus A310, Convair 580 и Lockheed L-1011. Налетал 11 305 часов, из них 500 на Airbus A310[6].

В салоне также работало 7 бортпроводников.

## Хронология событий
Перед полётом КВС обошёл самолёт для предполётной проверки, но не обнаружил никаких аномалий в области руля направления. Осмотр проводился ночью, и поскольку киль был частично скрыт горизонтальными стабилизаторами, пилот отошёл от самолёт на некоторое расстояние, чтобы увидеть его полностью.
Самолёт вылетел из Варадеро в 02:48 по местному времени. Вылет прошёл штатно. Через 14 минут, в 03:02, когда самолёт находился на эшелоне FL350, пилоты услышали громкий звук, похожий на взрыв, и самолёт начал вибрировать. Бортпроводники разносившие еду, упали на пол. Самолёт начал крениться вправо и двигаться по голландскому шагу. Автопилот был отключён[уточнить], и пилоты начали управлять самолётом вручную. Во время манёвров самолёт поднялся примерно на 270 метров.
Экипаж запросил снижение и сообщил, что у них проблемы с управлением, было трудно контролировать крен самолёта. Пилоты не знали, в чём причина проблемы, поскольку никакие предупреждения не срабатывали. Однако они были уверены, что снижение поможет хотя бы частично восстановить управление.
Когда самолёт достиг эшелона FL280, голландский шаг полностью прекратился, и экипаж начал готовиться к аварийной посадке в Форт-Лодердейле. Командир передал управление второму пилоту, а сам связался с авиакомпанией Air Transat. Ему посоветовали совершить аварийную посадку в Варадеро на ВПП № 06.
В 04:19 рейс 961 совершил успешную аварийную посадку на взлётно-посадочную полосу № 06 в Варадеро. Никто из находившихся на борту 271 человек не пострадал. После осмотра самолёта, стало понятно, что от вертикального стабилизатора оторвался весь руль направления.

## Расследование
Во время расследования были выявлены следующие причины аварии:
- Самолёт вылетел из Варадеро с уже существовавшим повреждением руля направления.
- Программа инспекции самолёта, рекомендованная производителем, не могла выявить все дефекты в руле направления; дефекты могли присутствовать и в предыдущих полётах.
- Данная модель руля направления не имела конструктивных элементов, позволяющих остановить расслаивание или рост трещины до достижения критически значимых размеров. Такие элементы не требуются для сертификации.
- Речевой самописец записывал лишь последние 30 минут полёта, а поскольку с момента начала инцидента и аварийной посадки прошёл 1 час и 17 минут, момент отрыва руля направления не был записан «чёрным ящиком».

## Дальнейшая судьба самолёта
Борт C-GPAT был отремонтирован и продолжал эксплуатацию в Air Transat. Был выведен из эксплуатации в марте 2020 года и списан в октябре 2021 года. Устаревшие Airbus A310 были заменены на более новые и современные Airbus A321neo.